# Vallkärra
Vallkärra är ett bostadsområde i Lunds kommun och kyrkbyn i Vallkärra socken. Från 2015 till 2023  räknades Vallkärra som en egen tätort efter att sedan 1990 och från 2023 ha räknats som en del av Lunds tätort.
Orten ligger omkring 4 km norr om Lunds centrum. 
Ortamnet Vallkärra är en avledning av substantivet vallkarlar, i betydelsen "invånare på vallen", dvs. på slätten. Äldsta stavningen är från 1100-talet: Walkærle.
I början av 1600-talet fanns 18 hela mantal i Vallkärra. Ett var övergivet redan i början av 1640-talet, i jordeboken 1651 var ytterligare 8 ödelagda. Huvuddelen av gårdarna i byn fick nya släkter på gårdarna i slutet av 1600-talet, men på Vallkärra Nr 2 fanns på 1940-talet ännu samma familj kvar sedan tidigt 1600-tal. 1812 genomfördes enskifte i byn.
I Vallkärra finns ett ridhus, Vallkärra skola med förskoleverksamhet samt låg- och mellanstadium, en scoutgård som ägs av Torns Scoutkår samt Vallkärra kyrka från 1100-talet.

## Befolkningsutveckling
| Befolkningsutvecklingen i Vallkärra 2015–2020                             | Befolkningsutvecklingen i Vallkärra 2015–2020 | Befolkningsutvecklingen i Vallkärra 2015–2020 | Befolkningsutvecklingen i Vallkärra 2015–2020 | Befolkningsutvecklingen i Vallkärra 2015–2020 |
| ------------------------------------------------------------------------- | --------------------------------------------- | --------------------------------------------- | --------------------------------------------- | --------------------------------------------- |
|                                                                           |                                               |                                               |                                               |                                               |
| År                                                                        |                                               |                                               | Folkmängd                                     | Areal (ha)                                    |
| 2015                                                                      | 2015                                          |                                               | 412                                           | 41                                            |
| 2020                                                                      | 2020                                          |                                               | 421                                           | 45                                            |
| Anm.: Åter tätort 2015, efter att från 1990 varit en del av tätorten Lund |                                               |                                               |                                               |                                               |